# Vieux-Lixheim
Vieux-Lixheim là một xã trong vùng Grand Est, thuộc tỉnh Moselle, quận Sarrebourg, tổng Fénétrange. Tọa độ địa lý của xã là 48° 46' vĩ độ bắc, 07° 08' kinh độ đông. Vieux-Lixheim nằm trên độ cao trung bình là 300 mét trên mực nước biển, có điểm thấp nhất là 267 mét và điểm cao nhất là 337 mét. Xã có diện tích 6,45 km², dân số vào thời điểm 2004 là 217 người; mật độ dân số là 33,9 người/km². Vieux-Lixheim nằm khoảng 8 km đông bắc của Sarrebourg.

## Thông tin nhân khẩu
| 1962 | 1968 | 1975 | 1982 | 1990 | 1999 |
| ---- | ---- | ---- | ---- | ---- | ---- |
| 172  | 199  | 194  | 196  | 197  | 204  |